# 14163 Johnchapman
14163 Johnchapman è un asteroide della fascia principale. Scoperto nel 1998, presenta un'orbita caratterizzata da un semiasse maggiore pari a 2,8780867 UA e da un'eccentricità di 0,0723568, inclinata di 0,79604° rispetto all'eclittica.
È stato dedicato a John Herbert Chapman, considerato il "padre del programma spaziale canadese".